# 国际理论物理中心
國際理論物理中心（英語：Abdus Salam International Centre for Theoretical Physics，簡稱：ICTP），於1964年由巴基斯坦諾貝爾物理獎得主阿卜杜勒·薩拉姆建立。
由義大利政府、联合国教科文组织和国际原子能机构联合运作，地點位於義大利的里雅斯特，距離市區約10公里。
ICTP是意大利物理学家Paolo Budinich倡导的里雅斯特国家和国际科学研究机构的里雅斯特系统的一部分。

## 外部連結
- ICTP 網站（页面存档备份，存于）